# Saint-Aulais-la-Chapelle
 Saint-Aulais-la-Chapelle  là một xã ở tỉnh Charente phía tây nước Pháp. Xã này có diện tích 14,84 kilômét vuông, dân số năm 1999 là 233 người. Khu vực này có độ cao trung bình 65 mét trên mực nước biển.